# Ruby (programozási nyelv)
A Ruby nyílt forráskódú, teljesen objektumorientált, interpretált, általános célú programozási nyelv. Macumoto Jukihiro kezdte el megalkotni a nyelvet az 1990-es évek közepén. A fejlesztésbe később többen bekapcsolódtak.
A Ruby nyelv egyszerre több programozási paradigmát valósít meg, így a funkcionális, objektumorientált, imperatív és reflektív paradigmáknak is megfelel. Legfontosabb jellemzői a dinamikus típusosság és az automatikus memóriakezelés. A dinamikus szkriptnyelvek családjába tartozik, a Python, Perl, Lisp, Dylan, Pike vagy CLU nyelvekhez hasonlóan.
Sok platformon működik interpreterének telepítése után. Egyebek mellett a Ruby on Rails keretrendszer révén webes alkalmazások fejlesztésére is alkalmas.

## Filozófia
A Ruby objektumorientált, a Ruby nyelvben minden objektum. Még egy szám is. Egy szám, például 5, szintén egy objektum, s mint ilyennek, vannak saját metódusai. A to_s metódusával átalakítható szöveggé. Ez esetenként igen fontos, hiszen a nyelv alapvetően típusos:
```
 
5
.
to_s

```

Ellentétben a procedurális megközelítéssel, ahol az 5 bemeneti paraméter lenne egy IntToStr(5) jellegű hívásban.
A nyelv típusossága ellenére azonban függvénydefiníciókor nem kell meghatározni a bemeneti (és kimeneti) változók típusát. Egy függvény definíciója lehet például ilyen:
```
 
def
 
osszeadas
 
a
,
 
b

   
return
 
a
 
+
 
b

 
end

```

Mivel minden függvény automatikusan visszaadja a legutoljára kiértékelt kifejezést, ezért a return kulcsszó használata sokszor nem kötelező:
```
 
def
 
osszeadas
 
a
,
 
b

   
a
 
+
 
b

 
end

```

Ennek meghívása így történhet:
```
 
osszeadas
 
1
,
 
41
 
→
 
42

```

Talán feltűnik az is, hogy a függvény definíciójánál és meghívásánál a paramétereket nem kell zárójelbe tenni. A zárójel opcionális lehetőség, értelme ott van, amikor egyébként nem lehetne eldönteni, hogy a paraméterek mely függvényhez tartoznak. Például:
```
 
osszeadas
 
1
,
 
2
 
*
 
3
 
→
 
7

```

de
```
 
osszeadas
(
1
,
 
2
)
 
*
 
3
 
→
 
9

```

Ilyenkor azonban erősen javallják, hogy a függvény neve és a paramétereit tartalmazó zárójel között ne maradjon szóköz.
Mivel a nyelv dinamikusan kezeli a típusokat, a példában szereplő osszeadas metódus nem csak számokat, hanem bármilyen más objektumot is kaphat bemeneti paraméterként, amiket az össze is próbál adni a '+' jel segítségével. Amennyiben a kapott objektummal lehet összeadás műveletet végezni (tehát van neki '+' jel nevű metódusa definiálva), akkor ez az egyszerű metódus gond nélkül el tudja végzi a feladatát, mivel össze tudja adni a kapott objektumokat. A sztringek is ilyen összeadható objektumok:
```
 
osszeadas
 
"Helló "
,
 
"világ!"
 
→
 
"Helló világ!"

```

A nyelv további sajátossága (típusosságából adódóan) az, hogy nem végez automatikus típuskonverziót. Még számok között sem. Például:
```
 
1
 
/
 
2
 
→
 
0

```

mert ha az osztandó és az osztó is egész, akkor a hányados is az egész, tehát kerekít. De: 
```
 
1
.
0
 
/
 
2
 
→
 
0
.
5

 
1
 
/
 
2
.
0
 
→
 
0
.
5

```

A számláló egészből lebegőpontossá konvertálható a to_f metódussal, hogy az osztás eredménye is lebegőpontos legyen:
```
 
a
 
=
 
1

 
a
.
to_f
 
/
 
2
 
→
 
0
.
5

```

A változókat nem kell deklarálni, bárhol be lehet őket vezetni, és a láthatósági tartományokon belül elérhetőek. A változók elé nem kell semmilyen speciális karaktert tenni (mint PHP-ben a $), viszont a nagybetűvel kezdődő kifejezések szigorúan konstansok vagy osztályok:
```
 
A
 
=
 
3
 
→
 
ez
 
rendben
 
van
,
 
rögzített
 
egy
 
A
 
konstanst

 
A
 
=
 
4
 
→
 
„
warning
:
 
already
 
initialized
 
constant
 
A
”

```

A sorokat nem kell pontosvesszővel lezárni, de lehet. Ennek akkor van értelme, ha több utasítás van ugyanabban a sorban. Ekkor a pontosvessző utasításelválasztóként funkcionál.

## Telepítése

### Linux
A Ruby (interpreter) a legtöbb Linux disztribúcióban megtalálható, így a rendszerrel települ fel automatikusan. 
Az automatikusan települt rendszer nem biztos, hogy a legfrissebb verzió, de telepíthető (.deb és .rpm) telepítőcsomagok segítségével vagy forráskódból is.
Debian alapú disztribúciókban telepíthető az APT segítségével:
```
sudo
 
apt-get
 
install
 
ruby

```

Telepítés után rendelkezésre áll a Ruby héj (shell), ami indítható a ruby paranccsal.
Ha alapból nem tenné fel, érdemes továbbá telepíteni az irb-t is, ami egy interaktív parancssori értelmező (interpreter) – ezzel azonnal kipróbálható a nyelv, pl. az alábbi beírásával:
```
print
 
"Szia, itt a Ruby"

```

### Windows
Le kell tölteni a telepítőállományt és futtatni kell.

### Mac OSX
Feltelepítve tartalmazza az operációs rendszer.

## IRB - az Interaktív Ruby Shell
Gyors és egyszerű módját nyújtja kisebb Ruby kódok kipróbálásának.
Minden soremelés (Enter) vagy ciklus vége (end) után elvégzi a beírt kód kiértékelését és eredményét kiírja a szabványos kimenetre.

### Meghívása
Unix alapú rendszerekben parancssorból az irb paranccsal:
```
>irb
irb(main):001:0> p (1/2).class
Fixnum
→ nil

```

## Nyelvi elemek

### Osztályok
Az osztályok nevét mindig nagybetűvel kell kezdeni, mivel konstansoknak számítanak
Példa osztály létrehozására:
```
 
class
 
HelloClass

  
def
 
koszontes

   
puts
 
"Helló világ!"

  
end

 
end

HelloClass
::
koszontes
()

```

Minden létrehozott osztály egy ősosztályból, az Object-ből származik, így örökli ezen metódusait.
Érdekesség, hogy minden osztály objektum is önmagában így lehetnek singleton metódusai, amelyeket az osztály objektum-példányai nem érhetnek el.
```
 
class
 
HelloClass

  
def
 
self
.
koszontes

   
puts
 
"Üdvözöl a ruby nyelv!"

  
end

 
end

 

HelloClass
.
koszontes
()
 
→
 
"Üdvözöl a ruby nyelv!"

HelloClass
.
new
()
.
koszontes
()
 
→
 
NoMethodError

```

#### Példányosítás, objektumok létrehozása
Az osztályok konstruktorának mindig az initialize metódus számít:
```
 
class
 
CreateObject

  
def
 
initialize

   
puts
 
"Objektum létrehozása"

  
end

 
end

```

Objektum létrehozása a new() metódussal.
A fenti példánál maradva:
```
A
 
=
 
CreateObject
.
new
()
 
→
 
"Objektum létrehozása"

```

#### Osztálymetódusok létrehozása, meghívása
A létrehozott osztályunk metódusai alapesetben példányosítás nélkül nem hívhatóak meg, ezt írhatjuk felül a metódus elé tett 'self.' jelölővel:
```
 
class
 
InkrementaloOsztaly

  
def
 
self
.
inkrementald
 
szam

   
szam
 
+=
 
1

  
end

 
end

puts
 
InkrementaloOsztaly
.
inkrementald
(
5
)
 
→
 
6

```

#### Osztályok kibővítése, metódusok felülbírálása
A Ruby dinamizmusának alapját jelenti, hogy az osztályok nyitottak.
```
 
class
 
A

  
def
 
self
.
b

   
puts
 
"valami"

  
end

 
end

 
A
.
b
 
→
 
"valami"

 

 
class
 
A

  
def
 
self
.
b
 

   
puts
 
"inkabb mas"

  
end

 
end

 
A
.
b
 
→
 
"inkabb mas"
.

```

### Feltételes szerkezetek, ciklusok

#### If (ha)
A más nyelvekben megszokotthoz hasonlóan is lehet használni, pl:
```
 
if
 
a
 
<
 
b
 
then

   
c
 
=
 
-
1

 
elsif
 
a
 
==
 
b

   
c
 
=
 
0

 
else

   
c
 
=
 
1

 
end

```

Szintaktikai jellemzők:
- a feltételvizsgálatot nem kötelező zárójelbe tenni, persze ha összetett, az egyértelműség kedvéért érdemes csoportosítani
- a then szót nem kötelező kiírni, csak akkor, ha a végrehajtandó utasítás azonos sorban van (az end ekkor is kötelező)

Megjegyzés: a fenti példa kizárólag didaktikai célra használandó. Ugyanis ugyanezt a tevékenységet elvégzi a <=> összehasonlító operátor is, amely három értéket adhat vissza (-1, ha a bal oldal kisebb, 0, ha egyenlő, 1, ha nagyobb).
```
 
1
 
<=>
 
0
 
→
 
1

 
1
 
<=>
 
1
 
→
 
0

 
1
 
<=>
 
2
 
→
 
-
1

```

Alternatív használat: a feltételt a végrehajtandó utasítás után is írhatjuk!
```
 
puts
 
'de jó'
 
if
 
1
 
>
 
0

```

Eredmény:
```
de jó
```

Ha arra van szükségünk, a feltételvizsgálat értéket is tud visszaadni, például:
```
 
kimenet
 
=
 
if
 
a
 
<
 
b
 
then

               
-
1

           
elsif
 
a
 
==
 
b

               
0

           
else

               
1

           
end

```

Ha viszont csak ha-különben esettel van dolgunk, van ennek egy rövidített formája is hasonlóan a C, C++, Java és Perl nyelvekhez:
```
 
kimenet
 
=
 
a
 
<
 
b
 
?
 
a
 
:
 
b

```

A feltételt a kérdőjel (?) zárja, a két lehetséges értéket pedig egy kettőspont (:) választja el, ezen belül persze bármilyen kifejezés szerepelhet, ami kimenetet produkál, akár függvényhívás is.

#### Unless (ha nem)
Létezik az if fordítottja is, az unless is. Ez értelemszerűen akkor fut le, ha a vizsgált kifejezés hamis. Példák:
```
 
unless
 
1
 
<
 
2

     
er
 
=
 
1

 
else

     
er
 
=
 
2

 
end

```

A unless után is használhatjuk a then-t, ha ugyanabban a sorban akarjuk folytatni (egyébként nem kötelező).
```
 
kim
 
=
 
unless
 
1
 
<
 
0
 
then
 
1
 
else
 
2
 
end

```

Nyilván az unless is használható az utasítás után.
```
 
a
 
=
 
1
 
unless
 
a
 
==
 
1

```

Ez persze ekvivalens ezzel:
```
 
a
 
=
 
1
 
if
 
a
 
!=
 
1

```

#### While (amíg)
Amíg a feltétel igaz, végrehajtja a ciklusmagot. Szerkezete igen egyszerű:
```
 
a
 
=
 
0

 
while
 
a
 
<
 
10

  
a
 
+=
 
1

  
puts
 
a

 
end

```

```
→ 1 2 3 4 5 6 7 8 9 10
```

## Alkalmazások
Twitter – a Twitter Web interfész Ruby on Rails keretrendszert (framework) használ, ami egy Ruby Enterprise Edition nevű Ruby-verzió felett működik.
2007-től 2008-ig az üzeneteket egy Starling nevű Ruby-ban írt perzisztens queue server kezelte, ám 2009-től ezt a feladatot fokozatosan átveszi egy Scala programozási nyelven írt alkalmazás.
YellowPages.com, scribd.com, hulu.com – ezek a nagy forgalmú közösségi portálok is Ruby nyelven alapuló motort használnak. A Hulu eredetileg a Merb  nevű motort használta, ami paramétereiben jobb volt, mint a Ruby on Rails 2-es változata. A Merb-et később beolvasztották a Rails3 rendszerbe.

## Kritika
A nyelvvel szemben felmerült főbb érvek:
- A nyelvnek nincs formális definíciója.
- A Ruby nyelv 1.8 és 1.9 verziójában inkompatibilis módon megváltozott a nyelv szintaxisa. Ez azt jelzi, hogy a Ruby nyelv tervezés híján, ad hoc módon fejlődik.
- A nyelv és az interpreter nem kiforrott, túl fiatal, sok hibát hordozhat (mindkettő).
- A Ruby interpreter a leglassúbbak közé tartozik.[4][5]
- A Ruby egyszerűen egy divatjelenség (hype).[6]
- Kicsi a felhasználói tábor, kevés a konzultációs lehetőség és a dokumentáció, a támogatás hiánya.
- 'Még egy OO szkriptnyelv' érv: a létező nyelvek elég kiforrottak, rendelkeznek minden lehetőséggel, amit a Ruby és a Ruby on Rails framework tartalmaz, ill. a Ruby környezet nem rendelkezik olyan előnnyel, ami miatt abban kéne alkalmazásokat fejleszteni.

További írások:
- Is Ruby’s Popularity Fading?; Josh Catone, 2009. – benne: összehasonlítás, 2001-2010.
- Derek Sivers: „7 reasons I switched back to PHP after 2 years on Rails” (angolul) – 7 érv a Ruby használata ellen (2007).
- Ruby vs Java Conundrum (angolul) – Ruby / Java összehasonlítás, előnyök és hátrányok, Vineet Tyagi, 2007.
- What’s Wrong With Ruby? (angolul); Matthew Huntbach, 2007.

## Külső hivatkozások
- A Ruby honlapja (angolul)